# Iteuthelaira esuriens
Iteuthelaira esuriens là một loài ruồi trong họ Tachinidae.